# Notophthalmus meridionalis
Notophthalmus meridionalis é uma espécie de anfíbio caudado pertencente à família Salamandridae. Pode ser encontrada nos Estados Unidos da América e no México.